# Phường 10, Vũng Tàu
Phường 10 là một phường thuộc thành phố Vũng Tàu, tỉnh Bà Rịa – Vũng Tàu, Việt Nam, nằm cách trung tâm thành phố khoảng 7,5 km về phía Đông Bắc.

## Địa lý
Phường 10 nằm ở phía đông bắc thành phố Vũng Tàu, có vị trí địa lý:
- Phía đông giáp Phường 11
- Phía tây giáp các phường Nguyễn An Ninh và Thắng Nhất
- Phía nam giáp biển Đông
- Phía bắc giáp phường Rạch Dừa.

Phường có diện tích 3,70 km², dân số năm 2004 là 5.904 người, mật độ dân số đạt 1.597 người/km².
Ở phía Nam của phường vẫn còn dãy cồn cát dài hơn 10 km, kéo dài từ đồi Ngọc Tước đến gần Cửa Lấp.

## Lịch sử
Địa bàn phường 10 nằm trên địa giới làng Thắng Nhất, một trong ba làng người Việt đầu tiên hình thành trên bán đảo Vũng Tàu. Để bảo vệ trị an trên vịnh Gành Rái và cửa biển vào Gia Định, vua Gia Long đã cử ba đội thủy binh ("thuyền") đến vùng đất Vũng Tàu trấn giữ. Sau khi hoàn thành nhiệm vụ, nhà vua cho giải ngũ ba đội này, lập nên 3 làng Thắng Nhất, Thắng Nhì và Thắng Tam.
Dưới thời Pháp thuộc, Thắng Nhứt là một trong 7 xã thôn thuộc tổng Vũng Tàu, thị xã Cap Saint Jacques, sau đó là một xã của quận Vũng Tàu, rồi thành khu phố và phường thuộc thị xã Vũng Tàu. Phường Thắng Nhứt khi đó bao gồm các khóm : Phương Hoa, Thủy Giang, Nam Đồng, Xuân Bồ, Cư Hiệp. Người dân làm rẫy, trồng cây ăn trái, trang trí nội thất, đóng đồ gỗ...
Khu vực phường 10 hiện nay là vùng nội địa của phường Thắng Nhứt, với địa hình chủ yếu là đất gò đồi xen lẫn rừng dương thuộc khu rừng Chí Linh. Dân cư thưa thớt chủ yếu sống ở phía Bắc của phường.
Trong thời chiến tranh Việt Nam, chính quyền Việt Nam Cộng hòa đã thiết lập tại đây Trung tâm huấn luyện cán bộ xây dựng nông thôn trung ương, chuyên đào tạo cán bộ biệt chính cho các vùng nông thôn của chế độ này. Phía Nam của phường là vùng đầm lầy với dải đồi cát và bờ biển đẹp cát trắng.
Sau ngày thống nhất đất nước, Thắng Nhất trở thành một phường thuộc thị xã Vũng Tàu, tỉnh Đồng Nai, sau đó là thuộc Đặc khu Vũng Tàu - Côn Đảo.
Ngày 14 tháng 5 năm 1986, Chính phủ tiến hành sắp xếp đơn vị hành chính của đặc khu Vũng Tàu - Côn Đảo, thành lập phường 10 trên cơ sở một phần diện tích và dân số của phường Thắng Nhất cũ. Khi mới thành lập, phường trực thuộc đặc khu Vũng Tàu – Côn Đảo. Địa bàn của phường khi đó bao gồm cả phường Rạch Dừa ngày nay.
Ngày 12 tháng 8 năm 1991, đặc khu Vũng Tàu - Côn Đảo giải thể, Phường 10 trực thuộc thành phố Vũng Tàu, tỉnh Bà Rịa - Vũng Tàu.
Ngày 24 tháng 12 năm 2004, Chính phủ ban hành Nghị định 212/2004/NĐ-CP. Theo đó:
- Điều chỉnh 2,02 ha diện tích tự nhiên của Phường 8 về Phường 10 quản lý
- Điều chỉnh 38,15 ha diện tích tự nhiên của Phường 10 về Phường 8 quản lý
- Thành lập phường Rạch Dừa trên cơ sở 325,77 ha diện tích tự nhiên và 14.414 người của Phường 10.

Sau khi điều chỉnh địa giới hành chính, Phường 10 còn lại 369,73 ha diện tích tự nhiên và 5.904 người. Trụ sở Đảng ủy, Hội đồng Nhân dân và Ủy ban nhân dân phường dời về đường Lưu Chí Hiếu, khu đô thị mới Chí Linh.
Năm 1993, tỉnh Bà Rịa Vũng Tàu phê duyệt quy hoạch Khu đô thị mới trung tâm Chí Linh với quy mô gần 100ha trên trục đường Quốc lộ 51C thuộc phường 10. Những năm 2005-2007, Đường 51C và khu đô thị trung tâm Chí Linh khánh thành, đem lại bước nhảy vọt về diện mạo khu vực phía Nam của phường.
Năm 2007, thành phố tiếp tục thi công mở rộng nâng cấp tuyến Quốc lộ 51B (nay là đường 2 Tháng 9), biến con đường thành xa lộ 10 làn xe với 4 làn đường tách biệt. Trong khi đó, khu vực đồi cát ven biển cũng được các nhà đầu tư quan tâm phát triển nhiều dịch vụ nghỉ dưỡng, lưu trú chất lượng.

## Chính trị
Hội đồng Nhân dân và Ủy ban Nhân dân phường là hai cơ quan quyền lực Nhà nước ở địa phương này. Trong đó, Hội đồng nhân dân hiện tại là hội đồng nhân dân khóa 2021-2026, được bầu tại kỳ bầu cử Quốc hội khóa XV. Đứng đầu hội đồng nhân dân là Chủ tịch Hội đồng nhân dân. Chủ tịch Hội đồng hiện tại là ông Nguyễn Xuân Sơn. Trước đó, từ năm 2008 đến 2016, phường này không có hội đồng nhân dân, do thực hiện thí điểm không tổ chức hội đồng nhân dân.
Ủy ban Nhân dân là cơ quan chấp hành của Hội đồng nhân dân. Đứng đầu cơ quan này là Chủ tịch ủy ban nhân dân. Chủ tịch Ủy ban nhân dân đương nhiệm là ông Bùi Trung Tuyến.
Về mặt Đảng, Đảng ủy phường 11 là cơ quan lãnh đạo của Đảng Cộng sản Việt Nam tại địa phương. Bí thư Đảng ủy hiện nay là ông Dương Tiến Dũng.
Trụ sở Đảng ủy, Hội đồng nhân dân và Ủy ban nhân dân phường 11 đặt tại số 1020 đường 30 tháng 4, phường 11.

### Bầu cử
Ở cấp tỉnh, phường 10 thuộc đơn vị bầu cử số 2, gồm các phường 8, 9, 10, Thắng Nhì, Rạch Dừa và Nguyễn An Ninh, bầu ra 5 đại biểu cho Hội đồng nhân dân tỉnh Bà Rịa - Vũng Tàu.

Ở cấp thành phố, phường nằm trong đơn vị bầu cử số 5, cùng với phường Nguyễn An Ninh, bầu ra 5 đại biểu cho Hội đồng nhân dân thành phố Vũng Tàu.

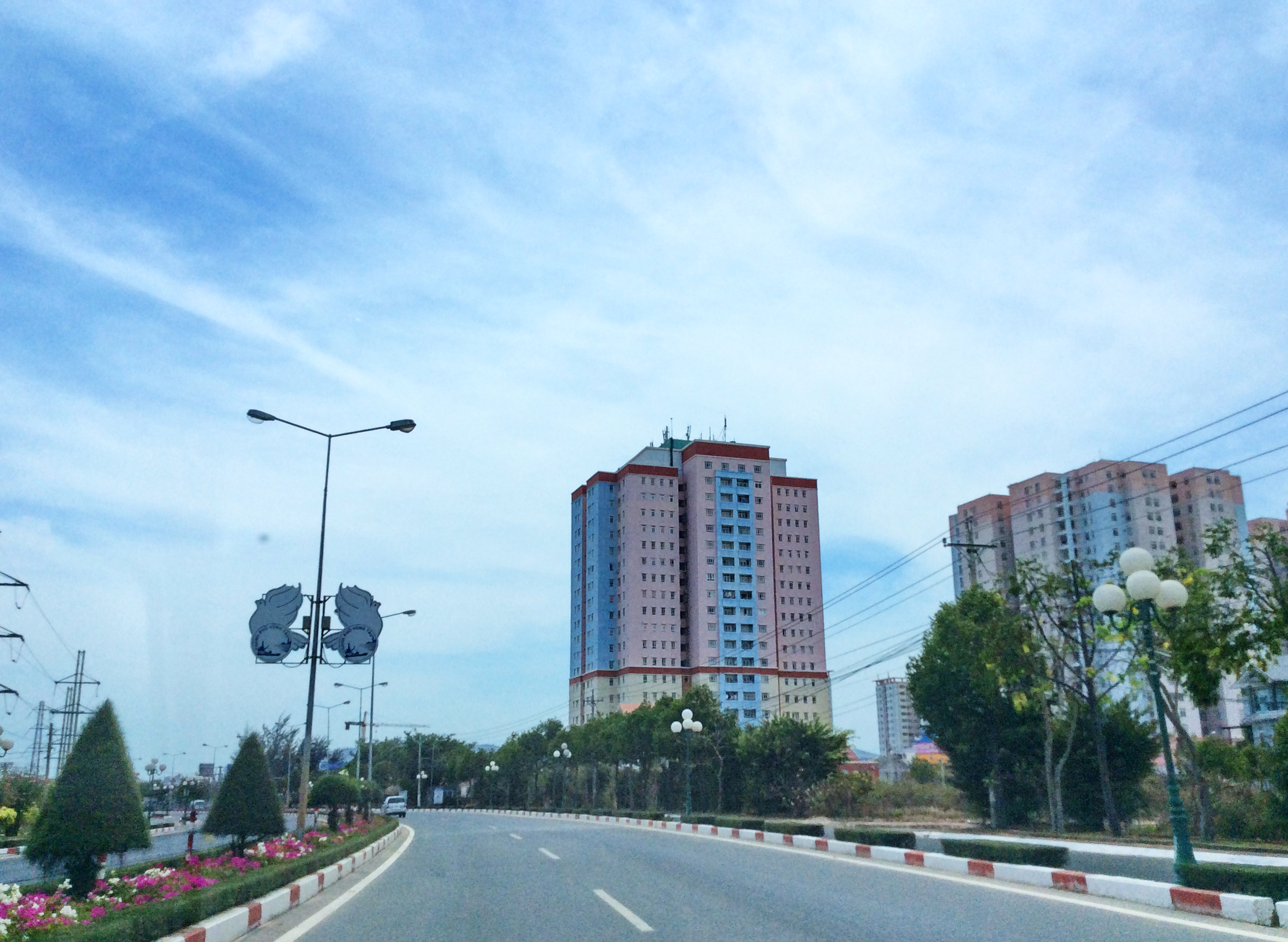
Đường 3 Tháng 2 đoạn đi qua Khu đô thị Chí Linh

## Hạ tầng
Trên địa bàn phường có 2 tuyến đường trục chính nối trung tâm thành phố Vũng Tàu với khu vực ngoại ô và các địa phương lân cận là các đường 2 Tháng 9 (Quốc lộ 51B) và đường Trần Đại Quang (Quốc lộ 51C).
Phường hiện có 1 trường tiểu học (trường Tiểu học Lưu Chí Hiếu), 1 trường Trung học cơ sở (Nguyễn Thái Bình) và 1 trường dân lập đào tạo ba cấp học (Nguyễn Thị Minh Khai),
Ngoài ra, Đại học Bà Rịa-Vũng Tàu cũng có một cơ sở đào tạo trên đường Bùi Thiện Ngộ, trong khu vực của phường này.